# Urostola
Urostola là một chi bướm đêm thuộc họ Geometridae.